# União Futebol Clube (São Paulo)
União Futebol Clube, mais conhecido como União Mogi, é um clube brasileiro sediado em Mogi das Cruzes, no estado de São Paulo. Foi fundado em 7 de setembro de 1913. Suas cores são o vermelho e o branco.

## História
O time mais tradicional de Mogi das Cruzes, o União Futebol Clube, foi fundado no dia 7 de setembro de 1913, data de comemoração da Independência do Brasil. Mas o clube não disputou competições de futebol até 1924, quando participou pela primeira vez de um campeonato amador conhecido como Campeonato do Interior.
Foram pouco menos de 30 anos no amadorismo até que o União conseguisse se profissionalizar em 1951. Naquele ano, o clube disputou o Campeonato Paulista da Segunda Divisão, licenciando-se no ano seguinte. O retorno às competições oficiais aconteceu 1955, quando disputou mais uma vez a Segunda Divisão, onde permaneceu por outros quatro anos.
Em 1960, o clube pediu licença mais uma vez, deixando de participar de campeonatos organizado pela Federação Paulista de Futebol por quase duas décadas. O retorno deu-se em 1979, no Campeonato Paulista da Terceira Divisão, competição que disputou até 1981, quando foi promovido à Segunda Divisão do Estadual, na qual permaneceu até 1993. Naquela época, dada a reestruturação da fórmula do Campeonato Paulista, a equipe passou a competir na Série A3.
Em 1998, o clube mudou seu nome para União Mogi das Cruzes Futebol Clube, ganhando um novo apelido: União Mogi. Quatro anos depois, ainda no Campeonato Paulista da Série A3, a equipe foi rebaixada à Série B1, que disputou em 2003. Com novas alterações nos nomes da competição estadual, o time passou a disputar o Campeonato Paulista da Segunda Divisão em 2004, sagrando-se campeão em 2006 e retornando à Série A3 no ano seguinte.
Em 2008, o clube voltou a adotar a antiga alcunha de União Futebol Clube, ficando com a 14ª colocação no Campeonato Paulista da Série A3, sem conseguir o acesso.[carece de fontes?]

### 2009
Passando por dificuldades financeiras e sem maior apoio oficial, a equipe do Diabo, jogando pelo Paulistão Série A3, fez uma má campanha, ficando em último lugar, com apenas 1 ponto conquistado em 19 jogos, e acabou rebaixada para a "Série B" - Quarta Divisão. Foi considerada a equipe com a pior campanha do ano.

### 2010
Com um bom elenco o União conseguiu avançar a segunda fase do Campeonato Paulista 2ª divisão, porém mais uma vez por questões financeiras o clube não avançou para 3ª fase, tendo amargado ainda um WO na última rodada da competição. O destaque daquele ano, foi o zagueiro Felipe, ex Corinthians e atualmente jogador do Atlético de Madrid.[carece de fontes?]

### 2011 e o caso de polícia
Em 2011, como no início em várias temporadas passadas, tudo parecia novo, esperançoso, uma nova página para não escrever os repetecos dos anos anteriores e o amargo gosto de permanecer na quarta e última divisão do Campeonato Paulista.
Uma nova gestão se apresentou para cuidar do futebol. À frente, José Luiz Soares, um treinador gaúcho de boa conversa, persuasivo e com jargões nos discursos como “aqui não teremos um dia de salários atrasados” ou “meus jogadores terão alimentação de qualidade e “se não conquistarmos acesso para A3 será muito azar”.
Mas como uma nuvem escura que encobre o sol, o União Mogi voltou a sua dura realidade e de uma forma ainda mais absurda. Tal qual uma trama de cinema, o roteiro foi repleto de escândalos, como alimentação dos atletas a base de arroz e repolho e dois pacotes de macarrão para serem divididos entre todo o elenco, salários atrasados, técnico cobrando dos jogadores a taxa para transferência da Federação Paulista de Futebol.
José Luiz Soares foi demitido e saiu de Mogi das Cruzes com várias acusações nas costas. O clube de quase 98 anos entrava nas páginas policiais. Jogadores acusaram o treinador gaúcho de estelionato, injúria, difamação e, pasmem, assédio moral e sexual.

### 2017
No início do ano, pela Copa São Paulo de Futebol Júnior de 2017 o presidente do União Mogi, Senerito Souza, morreu antes do jogo contra o Cruzeiro Esporte Clube vítima de infarto. Osmar Novaes assumiu a presidência do clube permanecendo até hoje.
O União começou o Campeonato Paulista Segunda Divisão com o pé esquerdo no comando de Mulle até o treinador pedir demissão alegando falta de pagamento do salário.
Cláudio Matosinhos, auxiliar técnico do clube, substituiu o treinador fazendo uma campanha histórica. O União não perdeu nenhum jogo após a entrada de Matosinhos e acabou se classificando em 4º lugar para a Segunda Fase.
Na Segunda Fase, outra campanha histórica, com 3 vitórias, 2 empates e 1 derrota, se classificando em primeiro do grupo, despachando tradicionais clubes como o XV de Jaú e América-SP
Nas quartas de final, enfrentou o São José Esporte Clube, vencendo o primeiro jogo por 4 a 3 numa virada histórica, o clube de Mogi das Cruzes estava perdendo por 3 a 1 em casa. Pelo jogo de volta, o União venceu por 2 a 0 com gols de Ninão, pênalti, e Alvaro de falta.
Pela fase semifinal, o clube mogiano empatou com o Manthiqueira em 0 a 0 no Nogueirão. No jogo de volta, o União perdeu de virada para o Manthiqueira por 3 a 1 e deu adeus às chances de disputar o Paulistão Série A-3 2018.

### Rebaixamento para a 5º divisão
Em 2023 o União Mogi foi derrotado pelo Guarulhos de 2 a 1 por virada e foi rebaixado para a quinta divisão paulista que irá voltar em 2024. Durante a disputa, o clube viu seu rival vencer o clássico e encerrar um jejum de sete anos que não vencia a Serpente.

## Títulos

### Estaduais
- Campeonato Paulista - Série A4 = 2006

### Regionais
- Copa Guararema Sub-15: 2017

### Municipais
- Liga Mirim: 1993

- Liga Juvenil: 1995

- Campeonato Mogiano Sub-18: 2010

- Copa Vidal Sub-14: 2010, 2011 e 2016

- Copa Vidal Sub-12: 2010, 2011 e 2013

- Copa Vidal Sub-15: 2015

- ACMC Infantil: 2015

- ACMC Juvenil: 2015

## Estatísticas

### Participações
|  | Participações em 2025 |

| Competição | Competição      | Temporadas | Melhor campanha       | Anos                             | A | R |
| São Paulo  | Série A2        | 18         | 4º colocado (1989)    | 1951, 1955-1959 e 1982-1993      | – | 1 |
| São Paulo  | Série A3        | 14         | 4º colocado (1995)    | 1980-1981, 1994-2002 e 2007-2009 | 1 | 2 |
| São Paulo  | Série A4        | 14         | Campeão (2006)        | 2003-2006, 2010-2014 e 2016-2023 | 1 | 1 |
| São Paulo  | Segunda Divisão | 3          | 13° colocado (2024)   | 1979, 2024-2025                  | – |   |
| São Paulo  | Copa Paulista   | 2          | 1ª fase (2002 e 2007) | 2002 e 2007                      |   |   |

### Últimas dez temporadas
Legenda:
| Campeão Vice-campeão Eliminado nas semifinais | Campeão e promovido à divisão superior Vice-campeão e/ou promovido à divisão superior Rebaixado à divisão inferior | Classificado à fase de grupos da Copa Libertadores Classificado à fase preliminar da Copa Libertadores Classificado à Copa Sul-Americana |